# (500381) 2012 TM65
(500381) 2012 TM65 es un asteroide perteneciente al cinturón de asteroides, descubierto el 8 de octubre de 2012 por el equipo del Mount Lemmon Survey desde el Observatorio del Monte Lemmon, Arizona, Estados Unidos.

## Designación y nombre
Designado provisionalmente como 2012 TM65.

## Características orbitales
2012 TM65 está situado a una distancia media del Sol de 2,996 ua, pudiendo alejarse hasta 3,140 ua y acercarse hasta 2,852 ua. Su excentricidad es 0,047 y la inclinación orbital 10,67 grados. Emplea 1894,64 días en completar una órbita alrededor del Sol.

## Características físicas
La magnitud absoluta de 2012 TM65 es 16,4.